# Monor (distrikt)
Monor är ett distrikt i Ungern. Det ligger i provinsen Pest, i den centrala delen av landet, 40 km sydost om huvudstaden Budapest.